# Marcin Czepelak
Marcin Piotr Czepelak (ur. 14 lipca 1978 w Gliwicach) – polski prawnik i wykładowca Uniwersytetu Jagiellońskiego, ambasador RP w Holandii i przy OPCW (2017–2022), od 2022 Sekretarz Generalny Stałego Trybunału Arbitrażowego. 

## Życiorys
Absolwent Wydziału Prawa i Administracji Uniwersytetu Jagiellońskiego (2002). Stopień doktora uzyskał w 2006 na podstawie rozprawy pt. Umowa międzynarodowa jako źródło prawa prywatnego międzynarodowego (promotor: Andrzej Mączyński). Otrzymał za nią wyróżnienie w konkursie Państwa i Prawa (2007) oraz nagrodę Prezesa Rady Ministrów (2008). W 2013 za książkę Międzynarodowe prawo zobowiązań Unii Europejskiej (Warszawa 2012) otrzymał I nagrodę w konkursie Przeglądu Sądowego na książkę najbardziej przydatną w praktyce wymiaru sprawiedliwości. W 2016 otrzymał stopień doktora habilitowanego za dorobek naukowy na czele z monografią pt. Autonomia woli w prawie prywatnym międzynarodowym Unii Europejskiej, Warszawa 2015. Otrzymał za nią wyróżnienie w konkursie Państwa i Prawa (2017).
Zawodowo związany z Katedra Prawa Prywatnego Międzynarodowego WPiA UJ, gdzie pracował na stanowisku adiunkta.
Członek rad naukowych Czech Yearbook of International Law oraz ELTE Law Journal.
29 maja 2017 został mianowany Ambasadorem Nadzwyczajnym i Pełnomocnym RP w Królestwie Niderlandów akredytowanym jednocześnie przy Organizacji ds. Zakazu Broni Chemicznej (OPCW). Stanowisko objął 13 września 2017. Odwołany z dniem 31 maja 2022. 14 lutego 2022 objął 5-letnią kadencję Sekretarza Generalnego Stałego Trybunału Arbitrażowego w Hadze, jako pierwszy nie-Holender.
Włada biegle językiem niemieckim, angielskim i francuskim. Posługuje się również hiszpańskim.

## Wybrane publikacje
- Stosunki majątkowe między małżonkami w prawie prywatnym międzynarodowym, Krakowskie Towarzystwo Edukacyjne, Kraków 2004.
- Umowa międzynarodowa jako źródło prawa prywatnego międzynarodowego, Wolters Kluwer Polska, Warszawa 2008, ISBN 978-83-7526-469-2.
- Międzynarodowe prawo zobowiązań Unii Europejskiej. Komentarz do rozporządzeń rzymskich, LexisNexis, Warszawa 2012, ISBN 978-83-7806-492-3.
- Autonomia woli w prawie prywatnym międzynarodowym Unii Europejskiej, Poltext, Warszawa 2015, ISBN 978-83-7561-518-0.